# 波斯尼亚和黑塞哥维那护照
波士尼亞與赫塞哥維納護照是簽發給波黑公民的國際旅行證件。
就其持有人可免簽證訪問的國家而言，波黑護照是2006年以來全球評分最高的5本護照之一。根据2025年1月8日发布的亨利护照指数，波斯尼亚和黑塞哥维那护照可免签证、落地签证或电子签证入境123个国家和地区，位居世界第43，与阿尔巴尼亚护照并列。